# Triana (Roccalbegna)
Triana is een plaats (frazione) in de Italiaanse gemeente Roccalbegna.